# Bělušice (okres Most)
Bělušice (německy Bieloschitz) jsou obec v okrese Most v Ústeckém kraji, v nadmořské výšce 333 metrů na úpatí vrchu Bělouš (399 metrů). Katastrální výměra obce činí 1082 hektarů. Ve vsi stojí památkově chráněná tvrz. Žije zde 221 obyvatel. Leží deset kilometrů jihovýchodně od města Mostu, třicet jedna kilometrů jihozápadně od Ústí nad Labem a šedesát dva kilometrů severozápadně od Prahy.

## Název
Název vesnice je odvozen od vrchu Bělouš ve významu ves lidí pod Běloušem. V historických pramenech se jméno objevuje ve tvarech: Belusiz (1231), Beluschitz (1254), Byelussicz (1356), Bieluss (1380), Byelussicz (1384, 1386), Byelussicz (1401), v Bělušicích (1523), Bielossicze (1571), na Bělošicích (1615), Bieloschitz nebo Bielossicze (1787) a Bieloschitz, též česky Bělossice (1833).

## Historie
Nejstarší písemná zpráva o Bělušicích pochází z roku 1231, kdy je vlastnil Vít z Bělušic. V roce 1240 je jako majitel doložen Boleslav z Bělušic. Potomci tohoto vladyckého rodu tu sídlili i ve 14. století (v roce 1377 Jindřich a Bozděch z Bělušic, v roce 1404 Jan z Bělušic).
Zdejší tvrz je sice poprvé v písemných pramenech doložena až v roce 1408 jako majetek vladyky z Vchynic, o němž je zmínka ještě roku 1421, ale pravděpodobně zde musela stát již ve 14. století. V roce 1465 držel tvrz spolu se vsí Jiří z Truzenic.
Bělušice se později staly střediskem většího statku, jenž vlastnil v roce 1523 Jan Charvát z Berštejna. V roce 1566 získali Bělušice páni z Bílé, ale už v roce 1570 se vrátily opět do držení Charvátů. V roce 1623 byl Jan Charvát osvobozen z obvinění na účasti ve stavovském povstání v letech 1618–1620, takže mu majetek nebyl zabaven. Po něm držela Bělušice Alžběta Charvátová, která se provdala za Karla Chotka z Chotkova. Majetkem Chotků zůstala ves do roku 1848 a statek si podrželi až do první pozemkové reformy v roce 1925. Obyvatelstvo se živilo zemědělstvím. Obec patřila do farního obvodu Bečov.
Do roku 1948 byl statek v majetku rodiny Baňků, kdy jim byl zkonfiskován. Poté zde do roku 1990 hospodařily státní statky. V restituci byl majetek vrácen zpět rodině Baňků. Část původní tvrze se pravděpodobně zachovala v obytném domě statku (čp. 1). K areálu patří také salla terrena (čp. 56) postavená kolem roku 1700. Objekt byl v nedávné době zrekonstruován. Hlavní obytná část je obdélníková patrová budova s valbovou střechou, k níž přiléhají hospodářská stavení. Je zpevněna opěrnými pilíři, sahajícími skoro do poloviny její výšky.

## Přírodní poměry
Asi 600 metrů jihovýchodně směrem od vsi vystupuje vrch Skála (386 metrů), klasický vulkanický vrch Českého středohoří. Na jižní straně roste stepní teplomilná vegetace, na severní smíšený křovinný les. Na skalnatém vrcholu lze pozorovat sloupcovou odlučnost čediče a stojí zde ptačí pozorovatelna, odkud je možné sledovat strnady, ťuhýky a lindušky, kteří zde mají význačnou hnízdní oblast.[zdroj⁠?!]

## Obyvatelstvo
Při sčítání lidu v roce 1921 zde žilo 267 obyvatel (z toho 131 mužů), z nichž bylo 52 Čechoslováků, 213 Němců, jeden příslušník jiné národnosti a jeden cizinec. Kromě jednoho evangelíka a jednoho člověka bez vyznání se hlásili k římskokatolické církvi. Podle sčítání lidu z roku 1930 měla vesnice 263 obyvatel: 56 Čechoslováků, 204 Němců a tři cizince. Převažovala římskokatolická většina, ale žilo zde také třináct členů církve československé a jeden člověk bez vyznání.
|                                                                             | 1869 | 1880 | 1890 | 1900 | 1910 | 1921 | 1930 | 1950 | 1961 | 1970 | 1980 | 1991 | 2001 | 2011 | 2021 |
| --------------------------------------------------------------------------- | ---- | ---- | ---- | ---- | ---- | ---- | ---- | ---- | ---- | ---- | ---- | ---- | ---- | ---- | ---- |
| Obyvatelé                                                                   | 297  | 282  | 290  | 296  | 305  | 267  | 263  | 169  | 126  | 117  | 113  | 85   | 89   | 791  | 709  |
| Domy                                                                        | 45   | 45   | 46   | 52   | 59   | 52   | 62   | 59   | 81   | 38   | 37   | 41   | 42   | 43   | 41   |
| Data z roku 1961 zahrnují domy z místních částí Bedřichův Světec a Odolice. |      |      |      |      |      |      |      |      |      |      |      |      |      |      |      |

## Obecní správa
Mezi lety 1869–1921 Bělušice byly osadou obce Kozly v okrese Teplice (1869–1890) a později v okrese Duchcov. Od roku 1930 je samostatnou obcí v okrese Duchcov (1930), poté v okrese Bílina (1950) a později v okrese Most.

### Části obce
- Bělušice
- Bedřichův Světec
- Odolice

### Obecní symboly
Znak a vlajka byly obci uděleny rozhodnutím předsedy Poslanecké sněmovny č. 22 ze dne 13. května 2003. V červeném štítě se zvýšeným zlatým trojvrším s černými vidlemi (podávky bez násady) stříbrný běžící kůň. List vlajky tvoří dva vodorovné pruhy, červený s bílým běžícím koněm a žlutý. Poměr šířky k délce listu je 2:3.

## Věznice Bělušice
Na jižním okraji obce se nachází věznice, která byla v roce 1958 zřízena jako nápravně pracovní tábor. Do roku 1989 sloužila pro odsouzené do I. nápravně výchovné skupiny (NVS), což byli pachatelé nejméně závažné trestné činnosti. Postupně přibývali odsouzení II. NVS, kam byli zařazováni recidivisté a prvopachatelé závažnější trestné činnosti. Svou profilací se Věznice Bělušice řadí mezi věznice s ostrahou pro výkon trestu mužů s délkou trestu do 15 let.

## Doprava
Bělušice mají celotýdenní autobusové spojení s Mostem a Lovosicemi díky zastávce autobusů Bělušice,,rozc.1.0 na silnici I/28. Přímo do vsi zajíždí místní spoj z Mostu přes Bečov jen několikrát denně v pracovní dny. Železniční spojení mají Bělušice díky stejnojmenné zastávce na trati Obrnice–Čížkovice. Bělušicemi vede naučná stezka Bělušice–Skršín, která seznamuje se zajímavostmi těchto vesnic a jejich okolí.

## Pamětihodnosti
- Tvrz Bělušice
- pískovcová socha svatého Jana Nepomuckého z roku 1725 v jihozápadní části návsi
- boží muka